# Центральная касса Заморской Франции
Центральная касса Заморской Франции (фр. Caisse centrale de la France d'outre-mer — CCFOM) — государственная организация Франции, выполнявшая функции эмиссионного органа в значительной части французских колоний между 1941 и 1959 годами.

## История
После оккупации Франции Банк Франции оказался под контролем режима Виши и оккупационной германской администрации. После речи 18 июня 1940 года Шарля де Голля начало формироваться французское Движение Сопротивления, на сторону которого в 1940—1941 годах перешла часть французских колоний.
2 декабря 1941 года ордонансом национального Французского комитета и правительства Свободной Франции создана Центральная касса Свободной Франции (фр. Caisse centrale de la France libre). Она должна была выполнять функции эмиссионного органа Свободной Франции, выпуская банкноты и монеты, являвшиеся законным платёжным средством, на территориях, контролировавшихся Свободной Францией.
2 февраля 1944 года Касса переименована в Центральную кассу Заморской Франции, ей передано эмиссионное право, принадлежавшее ранее нескольким частным французским банкам, выпускавшим банкноты в французских колониях. Позже правительство доверяет ей также миссии в области экономического развития.
После введения в декабре 1945 года в качестве денежной единицы французских владений в Западной и Экваториальной Африке франка КФА Касса эмитирует этот франк во Французской Экваториальной Африке, в Камеруне, в Сен-Пьер и Микелон, Реюньоне, на Мадагаскаре, во Французской Западной Африке и других территориях. Касса также выпускала введённый в том же году франк КФП во Французской Полинезии, Новой Каледонии и островах Уоллис и Футуна.
С 1955 года эмиссионные функции Кассы постепенно ограничивались после создания в этом году новых эмиссионных органов — Эмиссионного института Французской Западной Африки и Того и Эмиссионного института Французской Экваториальной Африки и Камеруна. К 1958 году касса эмитирует французский франк (специального выпуска для заморских департаментов) в трёх заморских территориях в Америке (Гваделупа, Французская Гвиана и Мартиника) и франк КФА в двух территориях (Реюньон и Сен-Пьер и Микелон). В 1958 году касса переименована в Центральную кассу экономической кооперации (фр. Caisse centrale de coopération économique).
Для дальнейшего разграничения функций эмиссионного органа и органа по экономическому развитию в 1959 году эмиссионные функции в заморских департаментах переданы Эмиссионому институту заморских департаментов Франции, Центральная касса лишена эмиссионных функций и занимается отныне только вопросами экономического развития.
В 1992 году Центральная касса экономической кооперации, наследница Центральной кассы Свободной Франции и Центральной кассы Заморской Франции, переименована в Французскую кассу развития (фр. Caisse française de développement), а в 1998 году преобразована во Французское агентство по развитию (фр. Agence française de développement).

## Логотипы организации
- Центральная касса Свободной Франции
- Центральная касса Заморской Франции